# Sublysandra
Sublysandra là một chi bướm ngày thuộc họ Lycaenidae.